# Leadership Institute
Leadership Institute (en español: Instituto de Liderazgo) es una organización sin ánimo de lucro (OSAL) 501(c)(3) ubicada en el Condado de Arlington, Virginia, que enseña liderazgo social político.

## Historia
El instituto fue fundado en 1979 por el activista conservador Morton Blackwell, su misión es aumentar el número y la eficacia de los activistas conservadores e identificar, capacitar, reclutar y formar a los conservadores para servir en la política, el gobierno y los medios de comunicación.
El Instituto de Liderazgo ofrece diversos seminarios de capacitación en su sede de Arlington, Virginia, en los Estados Unidos y ocasionalmente en países extranjeros.
En 2014, el instituto capacitó a 18.182 nuevos activistas.
Desde su fundación en 1979, el Instituto de Liderazgo ha capacitado a más de 161.271 estudiantes. Los exalumnos incluyen a Grover Norquist, Ralph Reed, Jeff Gannon, el senador Mitch McConnell, el vicepresidente Mike Pence, James O'Keefe, nuevos miembros del Congreso y cargos electos en los 50 Estados de la Unión.

## Misión
La misión del Instituto de Liderazgo es aumentar el número y la eficacia de los activistas y líderes conservadores en el proceso de políticas públicas, para lograr esto, el instituto identifica, recluta y capacita a los conservadores para servir en el gobierno, la política y los medios de comunicación.
El instituto fue fundado en 1979 por su presidente, Morton C. Blackwell.
El Instituto de Liderazgo enseña a los conservadores los aspectos básicos de cómo tener éxito en el proceso de políticas públicas.  
El instituto se esfuerza por producir una nueva generación de líderes de políticas públicas inquebrantables en su compromiso con la libre empresa, el gobierno limitado, la defensa nacional fuerte y los valores tradicionales. 
Los graduados del instituto están equipados con habilidades prácticas y capacitación profesional para implementar principios sólidos a través de políticas públicas efectivas. 
Campus Reform es un sitio web de noticias centrado en la educación. Las noticias del periódico en línea a menudo destacan incidentes de lo que consideran un sesgo liberal en los campus universitarios estadounidenses.